# Picual

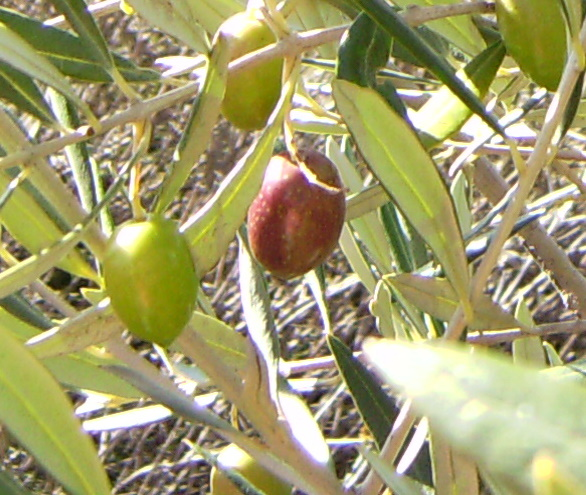
Olives de la variété picual.

Le picual, d'origine andalouse, est la première variété d'olives en Espagne, où elle représente 50 % de la production nationale et 20 % de la production mondiale.

## Synonyme
Cette variété est aussi connue sous les noms de Nevadilla, Marteña, Lopereña et Jabata.

## Diffusion
C'est la variété principale de la province de Jaen, la plus grande région productrice d'olives au monde où elle se retrouve dans les sierras de Segura, Cazorla et Mágina ainsi que dans les Montes de Granada et au Monterrubio, en Extremadure. Elle a été importée en Israël.

## Terroirs
La Picual s'adapte à des sols et des conditions climatiques diverse. Poussant bien dans zones de montagne, cette variété est capable de résister à des hivers froids, même avec de la neige. Si elle tolère une salinité relativement élevé, elle ne supporte pas des sols contenant chaux ou calcium.

## Caractéristiques
Avec un rendement relativement élevé dû à l'irrigation (12 tonnes par hectare), la maturation de la picual est précoce. Cependant, même si les olives sont traitées sans délai, la qualité de son huile est moyenne, mais acceptée telle par le négoce international.